# Huimango 1ra. Sección
Huimango 1ra. Sección är en ort i Mexiko.   Den ligger i kommunen Cunduacán och delstaten Tabasco, i den sydöstra delen av landet, 600 km öster om huvudstaden Mexico City. Huimango 1ra. Sección ligger 15 meter över havet och antalet invånare är 611.
Terrängen runt Huimango 1ra. Sección är mycket platt. Runt Huimango 1ra. Sección är det ganska tätbefolkat, med 155 invånare per kvadratkilometer. Närmaste större samhälle är Comalcalco, 17,7 km norr om Huimango 1ra. Sección. Trakten runt Huimango 1ra. Sección består till största delen av jordbruksmark.